# Буркитты (станция)
Буркитты́ (каз. Бүркітті, до 2002 года — Талдинка) — станция в Каркаралинском районе Карагандинской области Казахстана. Входит в состав Киргизского сельского округа. Находится примерно в 30 км к востоку от районного центра, города Каркаралинска. Код КАТО — 354869600. Железнодорожная станция Целинной железной дороги на ветке Кокпекты (Солонички) — Карагайлы (код станции 2708979).
В 5 км к северо-западу от станции на левом берегу реки Талды расположен могильник бронзового века, включающий в себя 21 земляную насыпь, 2 кургана с каменной насыпью и каменную выкладку. В 7 км к северо-западу от станции на левом берегу реки Талды расположен могильник бронзового века, состоящий из 30 погребальных сооружений, в том числе 25 земляных курганов.

## Население
В 1999 году население станции составляло 281 человек (146 мужчин и 135 женщин). По данным переписи 2009 года, в населённом пункте проживало 206 человек (111 мужчин и 95 женщин).